# Équipe d'Allemagne de football à la Coupe du monde 1938
L'Équipe d'Allemagne de football est éliminée en huitièmes de finale de la coupe du monde de football de 1938. À la suite de l'Anschluss réalisé au mois de mars, l'équipe d'Allemagne comprenait nombre de joueurs autrichiens réputés alors plus talentueux que les Allemands.

## Effectif
| Numéro / Nom       | Numéro / Nom        | Club                  | Date de naissance | Age             | J.              | Buts            |                 |                 |                 |
| Gardiens de but    | Gardiens de but     | Gardiens de but       | Gardiens de but   | Gardiens de but | Gardiens de but | Gardiens de but | Gardiens de but | Gardiens de but | Gardiens de but |
| ------------------ | ------------------- | --------------------- | ----------------- | --------------- | --------------- | --------------- | --------------- | --------------- | --------------- |
| -                  | Fritz Buchloh       | VfB Speldorf          | 26/11/1909        | 28 ans          | 0               | 0               | 0               | 0               | 0               |
| -                  | Hans Jakob          | Jahn Regensburg       | 15/06/1908        | 30 ans          | 0               | 0               | 0               | 0               | 0               |
| -                  | Rudolf Raftl        | Rapid Vienne          | 07/02/1911        | 27 ans          | 2               | 0               | 0               | 0               | 0               |
| Défenseurs         |                     |                       |                   |                 |                 |                 |                 |                 |                 |
| -                  | Paul Janes          | Fortuna Düsseldorf    | 10/03/1912        | 26 ans          | 2               | 0               | 0               | 0               | 0               |
| -                  | Reinhold Münzenberg | Aix-la-Chapelle       | 25/01/1909        | 29 ans          | 0               | 0               | 0               | 0               | 0               |
| -                  | Willibald Schmaus   | First Vienna FC       | 16/06/1912        | 25 ans          | 1               | 0               | 0               | 0               | 0               |
| -                  | Jakob Streitle      | Bayern Munich         | 11/12/1916        | 21 ans          | 1               | 0               | 0               | 0               | 0               |
| Milieux de terrain |                     |                       |                   |                 |                 |                 |                 |                 |                 |
| -                  | Ludwig Goldbrunner  | Bayern Munich         | 05/03/1908        | 30 ans          | 1               | 0               | 0               | 0               | 0               |
| -                  | Albin Kitzinger     | FC Schweinfurt        | 01/02/1912        | 26 ans          | 1               | 0               | 0               | 0               | 0               |
| -                  | Andreas Kupfer      | FC Schweinfurt        | 07/05/1914        | 24 ans          | 2               | 0               | 0               | 0               | 0               |
| -                  | Hans Mock           | Austria Vienne        | 09/12/1906        | 31 ans          | 1               | 0               | 0               | 0               | 0               |
| -                  | Stefan Skoumal      | Rapid Vienne          | 29/11/1909        | 28 ans          | 1               | 0               | 0               | 0               | 0               |
| -                  | Franz Wagner        | Rapid Vienne          | 23/09/1911        | 26 ans          | 0               | 0               | 0               | 0               | 0               |
| Attaquants         |                     |                       |                   |                 |                 |                 |                 |                 |                 |
| -                  | Josef Gauchel       | TuS Neuendorf         | 11/09/1916        | 21 ans          | 1               | 1               | 0               | 0               | 0               |
| -                  | Rudolf Gellesch     | Schalke 04            | 01/05/1914        | 24 ans          | 1               | 0               | 0               | 0               | 0               |
| -                  | Wilhelm Hahnemann   | Admira Vienne         | 14/04/1914        | 24 ans          | 2               | 1               | 0               | 0               | 0               |
| -                  | Ernst Lehner        | TSV Schwaben Augsburg | 07/11/1912        | 25 ans          | 2               | 0               | 0               | 0               | 0               |
| -                  | Leopold Neumer      | Austria Vienne        | 08/02/1919        | 19 ans          | 1               | 0               | 0               | 0               | 0               |
| -                  | Hans Pesser         | Rapid Vienne          | 07/11/1911        | 26 ans          | 1               | 0               | 0               | 0               | 1               |
| -                  | Otto Siffling       | Waldhof Mannheim      | 3 août 1912       | 25 ans          | 0               | 0               | 0               | 0               | 0               |
| -                  | Josef Stroh         | Austria Vienne        | 05/03/1913        | 25 ans          | 1               | 0               | 0               | 0               | 0               |
| -                  | Fritz Szepan        | Schalke 04            | 02/09/1907        | 30 ans          | 1               | 0               | 0               | 0               | 0               |
| Sélectionneur      |                     |                       |                   |                 |                 |                 |                 |                 |                 |
|                    | Josef Herberger     |                       | 28.03.1897        | 41 ans          |                 |                 |                 |                 |                 |

## Phase finale

### Huitièmes de finale
| 4 juin 1938                         | Allemagne                                                                                               | 1 - 1 a.p. | Suisse                                                                                                 | Parc des Princes (Paris)                       |                                                |
| 18 h 00 · Historique des rencontres | Gauchel 29e                                                                                             | (1 - 1)    | Abegglen 43e                                                                                           | Spectateurs : 27 000 Arbitrage : John Langenus | Spectateurs : 27 000 Arbitrage : John Langenus |
| 18 h 00 · Historique des rencontres | Rapport                                                                                                 |            | | Spectateurs : 27 000 Arbitrage : John Langenus | Spectateurs : 27 000 Arbitrage : John Langenus |
| 18 h 00 · Historique des rencontres | Raftl - Janes, Schmaus - Kupfer, Mock , Kitzinger - Lehner, Gellesch, Gauchel, Hahnemann, Pesser ( 96e) | Équipes    | Huber - Minelli , Lehmann - Springer, Vernati, Lörtscher - Amadò, Walaschek, Bickel, Abegglen, G. Aeby | Spectateurs : 27 000 Arbitrage : John Langenus | Spectateurs : 27 000 Arbitrage : John Langenus |
|                                     | |            | |                                                |                                                |

| 9 juin 1938 match rejoué            | Allemagne                                                                                          | 2 - 4   | Suisse                                                                                                 | Parc des Princes (Paris)                     |                                              |
| 18 h 00 · Historique des rencontres | Hahnemann 8e · Lörtscher 22e (csc)                                                                 | (2 - 1) | Walaschek 42e · Bickel 64e · Abegglen 75e, 78e                                                         | Spectateurs : 20 000 Arbitrage : Ivan Eklind | Spectateurs : 20 000 Arbitrage : Ivan Eklind |
| 18 h 00 · Historique des rencontres | Rapport                                                                                            |         | | Spectateurs : 20 000 Arbitrage : Ivan Eklind | Spectateurs : 20 000 Arbitrage : Ivan Eklind |
| 18 h 00 · Historique des rencontres | Raftl - Janes, Streitle - Kupfer, Goldbrunner, Skoumal - Lehner, Stroh, Szepan , Hahnemann, Neumer | Équipes | Huber - Minelli , Lehmann - Springer, Vernati, Lörtscher - Amadò, Walaschek, Bickel, Abegglen, G. Aeby | Spectateurs : 20 000 Arbitrage : Ivan Eklind | Spectateurs : 20 000 Arbitrage : Ivan Eklind |

À la suite d'un premier match nul après prolongation, la rencontre est rejouée. La Suisse remporte la seconde manche, l'Allemagne est éliminée.

## Les joueurs utilisés
| joueurs                                |     |    | Total |
| Gardiens de but                        |     |    |       |
| Rudolf Raftl (Rapid de Vienne)         | 120 | 90 | 210   |
| Défenseurs                             |     |    |       |
| Willibald Schmaus (First Vienna FC)    | 120 |    | 120   |
| Paul Janes (Fortuna Düsseldorf)        | 120 | 90 | 210   |
| Jakob Streitle (Bayern Munich)         |     | 90 | 90    |
| Milieux                                |     |    |       |
| Albin Kitzinger (1. FC Schweinfurt 05) | 120 |    | 120   |
| Andreas Kupfer (1. FC Schweinfurt 05)  | 120 | 90 | 210   |
| Hans Mock (Austria Vienne)             | 120 |    | 120   |
| Ludwig Goldbrunner (Bayern Munich)     |     | 90 | 90    |
| Stefan Skoumal (Rapid Vienne)          |     | 90 | 90    |
| Attaquants                             |     |    |       |
| Josef Gauchel (TuS Neuendorf)          | 120 |    | 120   |
| Rudolf Gellesch (FC Schalke 04)        | 120 |    | 120   |
| Ernst Lehner (TSV Schwaben Augsburg)   | 120 | 90 | 210   |
| Wilhelm Hahnemann (Admira Vienne)      | 120 | 90 | 210   |
| Hans Pesser (Rapid de Vienne)          | 96  |    | 96    |
| Josef Stroh (Austria Vienne)           |     | 90 | 90    |
| Fritz Szepan (Schalke 04)              |     | 90 | 90    |
| Leopold Neumer (Austria Vienne)        |     | 90 | 90    |
| joueurs                                |     |    | Total |

## Les Buteurs
| Classement | Nom               | But(s) |
| 1          | Josef Gauchel     | 1      |
| -          | Wilhelm Hahnemann | 1      |